# Castello di Huntly
Il castello di Huntly è un castello scozzese, ora adibito a prigione con il nome di HMP Huntly Castle. Si trova a circa 7 km a ovest di Dundee, presso le rive del Firth of Tay, e può essere visto dalla strada principale che collega Dundee e Perth. Il castello si trova sulla cima di uno sperone roccioso circondato da un terreno agricolo.

## Storia
Il castello fu costruito intorno al 1452 da Andrew Gray, su ordine di Giacomo II di Scozia. Nel 1614, il castello fu acquisito dall'allora conte di Strathmore e Kinghorne. Nel 1770 fu venduto dalla vedova del VII conte di Strathmore a George Paterson della Compagnia britannica delle Indie orientali.
Rimase di proprietà della famiglia Paterson fino al 1946, dopo la morte del colonnello Adrian Gordon Paterson, quando sua moglie lo vendette al governo. Nel 1947 venne ristrutturato per ospitare un riformatorio, poi un'istituzione per giovani delinquenti e infine una prigione a cielo aperto per i prigionieri maschi adulti; è l'unica prigione a cielo aperto situata in Scozia.

## Leggende
Una leggenda racconta che il castello sia infestato da una dama Bianca, una giovane donna vestita di bianco. Vi sono vari aneddoti riguardanti la sua storia, secondo la quale era figlia della famiglia Lyon, e che avrebbe iniziato una relazione con un cameriere del castello: quando il loro rapporto venne scoperto, fu rinchiusa in una camera della torre più alta con vista sui bastioni. Incapace di sopportare la sua sofferenza, si gettò dalla torre. Il fantasma della Dama Bianca venne visto durante la notte nel corso degli anni un certo numero di volte, spesso nei giardini che circondano il castello. Il fantasma fu visto anche nella camera da letto in cui venne imprigionata.
Un secondo fantasma, che si sostiene tormenti il castello è quello di un giovane ragazzo vestito con una giacca a doppio petto. Venne visto nella stanza da cui si gettò la Dama Bianca, e la speculazione secondo la quale potrebbe essere il figlio del colonnello Adrian Gordon Paterson è sbagliata. Infatti l'unico figlio del colonnello, Richard, annegò nel 1939 in un incidente del suo yacht sul fiume Tay.